# 藤田治彦
藤田 治彦（ふじた はるひこ、1951年10月1日 - ）は日本の美術史家。大阪大学名誉教授。神戸芸術工科大学芸術工学部教授。専門は、美学美術史、環境と芸術。

## 経歴
福島県生まれ。1975年京都工芸繊維大学工芸学部意匠工芸学科卒業、77年同大学院修士課程修了、1983年大阪市立大学大学院生活科学研究科  博士課程修了。学術博士。
学位論文は「American design in the nineteenth century : architectural expression, 1838-1880」。
1984年京都工芸繊維大学工芸学部助手、90年助教授、ルーヴェン・カトリック大学客員教授。
1998年大阪大学大学院文学研究科助教授、2002年教授。2018年名誉教授。
2019年 神戸芸術工科大学芸術工学部教授。
ウィリアム・モリスとアーツ・アンド・クラフツに関する紹介の第一人者として知られる。主な著書に『ナショナル・トラストの国』『ウィリアム・モリス』『天体の図像学』など。

## 著書
- 『風景画の光─ランドスケープ・ヨーロッパ─美の掠奪』講談社 1989
- 『マンハッタンの建築』リチャード・ベレンホルツ・写真、講談社 1991
- 『ナショナル・トラストの国─イギリスの自然と文化』淡交社 1994
- 『ウィリアム・モリス─近代デザインの原点』鹿島出版会〈SD選書〉1996
- 『現代デザイン論』昭和堂 1999
- 『近代絵画に先駆けたイギリス風景画の巨匠の世界』六耀社 2000
- 『天体の図像学─西洋美術に描かれた宇宙』八坂書房 2006
- 『もっと知りたいウィリアム・モリスとアーツ＆クラフツ』東京美術「アート・ビギナーズ・コレクション」 2009
- 『民藝の世紀』淡交社 2024

### 共著編
- 『ターナー 近代絵画に先駆けたイギリス風景画の巨匠の世界』六耀社 2001
- 『芸術と福祉─アーティストとしての人間』編（阪大リーブル）大阪大学出版会　2009
- 『民芸運動と建築』川島智生、石川祐一、浜田琢司、猪谷聡共著、淡交社　2010

### 翻訳
- リンダ・パリー『ウィリアム・モリスのテキスタイル』多田稔共訳、岩崎美術社 1988
- スチユアート・デュラント『近代芸飾事典』岩崎美術社 1991
- フィリップ・Ｂ・メッグス『グラフィック・デザイン全史』淡交社 1996
- H・W・ジャンソン、アンソニー・F・ジャンソン『西洋美術の歴史』木村重信共訳、創元社　2001
- ダーティントン・ホール・トラスト/ピーター・コックス編『ダーティントン国際工芸家会議報告書 陶芸と染織 1952年』監訳・解説 思文閣出版 2003
- マイケル・パリー『モリス商会 装飾における革命』監訳　東京美術　2013

### 監修
- 『いす100のかたち─ヴィトラ・デザイン・ミュージアムの名品』読売新聞 1997
- オリヴィエ・メスレー『ターナー─色と光の錬金術』「知の再発見」双書、遠藤ゆかり訳、創元社　2006
- フランソワーズ・カシャン『マネ─近代絵画の誕生』「知の再発見」双書、遠藤ゆかり訳、創元社　2008
- マルク・ダシー『ダダ─前衛芸術（アヴァンギャルド）の誕生』「知の再発見」双書、遠藤ゆかり訳、創元社　2008
- 『ウィリアム・モリス　原風景でたどるデザインの軌跡』求龍堂 2017

## 所属学会
- The Society of Architectural Historians
- 民族芸術学会
- 日本デザイン学会
- 映像学会
- 意匠学会
- 建築史学会
- 日本建築学会
- 美術史学会
- 美学会
- デザイン史フォーラム
- ナショナル・トラスト・終身会員